# Drama

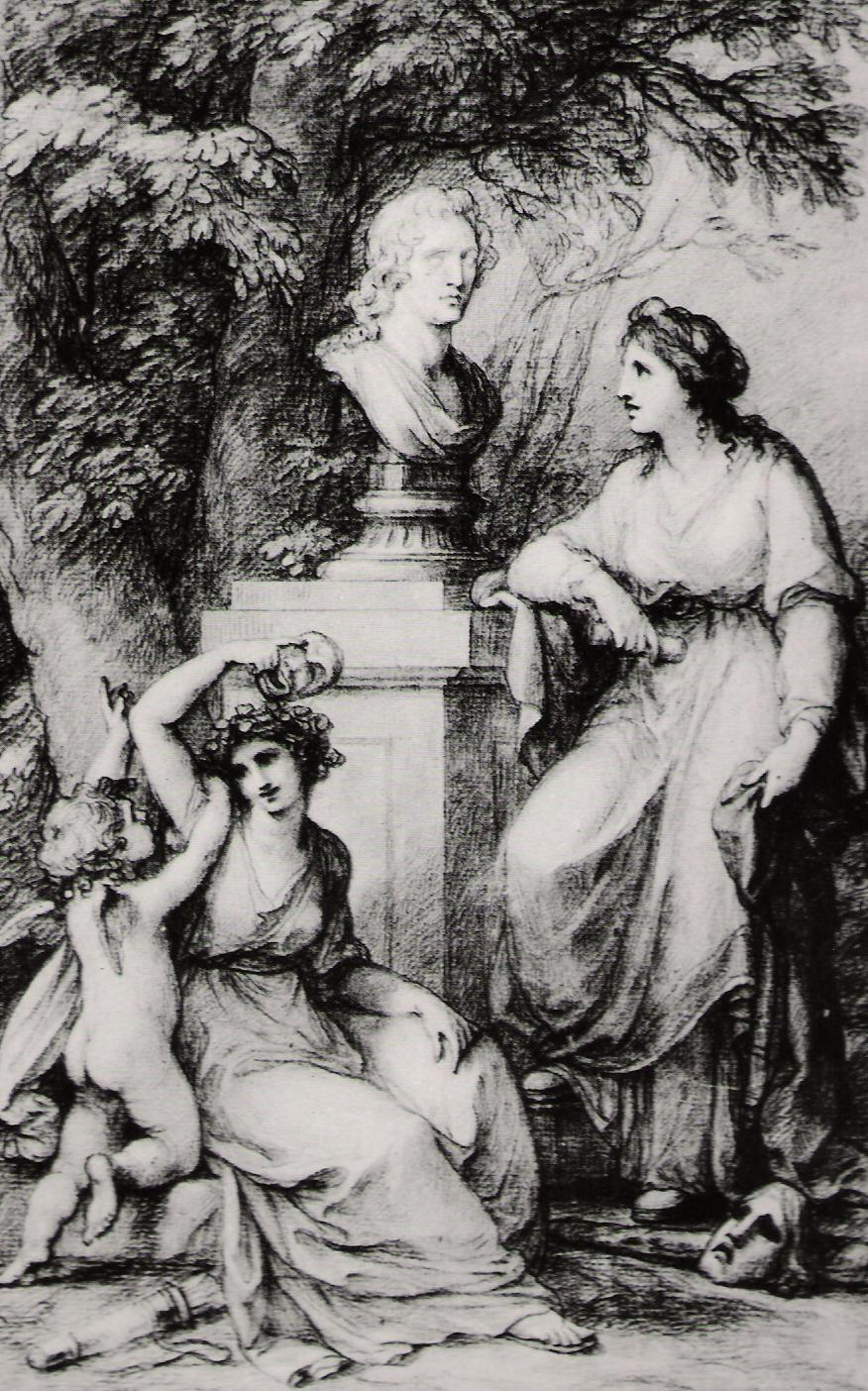
Die Musen des Dramas huldigen Goethe. (Kreidezeichnung: Angelika Kauffmann, 1792)

Drama (griechisch δρᾶμα drâma ‚Handlung‘) ist ein Oberbegriff für Texte mit verteilten Rollen. 
Die Dramatik ist neben der Epik und der Lyrik eine der drei grundlegenden literarischen Gattungen.
Unter dem Oberbegriff Drama versammeln sich zahlreiche Unterbegriffe wie Analytisches Drama, Antichristdrama, Blankversdrama, dokumentatorisches Drama, Enthüllungsdrama, Historisches Drama, Humanistisches Drama, Jesuiten Drama, Offenes Drama, Reformationsdrama, Schäferdrama, Schicksalsdrama, Sozialistisches Drama, nicht zuletzt auch Tragödie und episches Theater.

## Begriff
Ein Drama ist in der Regel ein literarisches Werk, das dafür konzipiert ist, im Theater aufgeführt zu werden. Ein Dramatext realisiere sich nur durch die Inszenierung. Ein wesentliches Motiv des Dramas ist die sogenannte mimesis (μίμησις), die wörtlich „Nachahmung“ bedeutet, allerdings meint dies das „Zeigen, in eine Rolle schlüpfen, insgesamt also eher: Darstellung von etwas“. Nach wie vor gilt das aristotelische Drama als leittragend. Dieses beinhaltet sechs Elemente: die Handlung (μῦθος mŷthos), die Charaktere (ἦθος ē̂thos), die Rede oder Sprache (λέξις léxis), der Gedanke bzw. die Absicht (διάνοια diánoia), die Schau (ὄψις ópsis) und der Gesang bzw. die Musik (μελοποιΐα melopoiîa), wohingegen das Element der Musik in den meisten moderneren Dramen eher keine Rolle mehr spielt.
Bis in die Mitte des 18. Jahrhunderts war es üblich, die Texte im Drama in Versform zu verfassen (Versdrama). Beispielsweise brach Lessing bewusst die Dramentheorien Aristoteles’ und Gottscheds mit seinem früheren Werk Die Juden aus dem Jahr 1754. Ebenfalls brachen einige Autoren bewusst die aristotelische Vorstellung der Einteilung des Dramas in fünf Akte. Heinrich von Kleists Penthesilea ist in 24 Szenen unterteilt, Lessings Die Juden in 23 Auftritte.

## Geschichte
Das europäische Drama entstand zur Zeit der griechischen Antike im 5. Jahrhundert v. Chr. in Athen: Aischylos, Sophokles und Euripides waren die wichtigsten Dichter der Tragödie. Aristoteles unterteilte im darauf folgenden Jahrhundert in seiner Poetik das Drama in die Tragödie und die später entstandene Komödie. Seine Theorie der Katharsis wurde wegweisend für die europäische Dramengeschichte.
Das geistliche Spiel des Mittelalters ist weder Tragödie noch Komödie. Erst seit der Renaissance erfolgte eine Weiterentwicklung des antiken Dramas. Lange Zeit war das Versdrama die vorherrschende Gattung. In neuerer Zeit überwiegt in den Sprechstücken freie Prosa. – Dass ein Drama gesprochen wird, ist nicht selbstverständlich. Die Oper ab etwa 1600 verstand sich als Wiedergeburt des klassischen griechischen Dramas (siehe Florentiner Camerata).
Während die spanische und englische Dramatik um 1600 (Lope de Vega, Shakespeare) noch Ausläufer einer mittelalterlichen Theatertradition ohne theoretischen Hintergrund waren, besann sich die Französische Klassik auf das antike Drama und legte strenge Regeln dafür fest (doctrine classique, Regeldrama), zum Beispiel die sogenannten Drei Aristotelischen Einheiten. Seither haben Dramentheorien eine wichtige gesellschaftliche Funktion, indem sie versuchen, Normen aufzustellen oder zu bekämpfen.
Seit dem 18. Jahrhundert sind Bezeichnungen wie Schauspiel, Lustspiel, Tragikomödie, Rührende Komödie, Bürgerliches Trauerspiel mit überlappenden Bedeutungen in Gebrauch. Seit dem 19. Jahrhundert wird das Melodrama, das besonders gefühlsbetonte oder spannende Handlungen hat, oft zum Begriff Drama verkürzt.
Manchmal wird das Drama von anderen Theatergattungen unterschieden. Johann Wolfgang Goethe grenzte es von der Tragödie ab (das modernere Drama sei vom „Wollen“, die ältere Tragödie vom „Sollen“ bestimmt), Gustav Freytag unterschied es vom Schauspiel (als einer weniger hochstehenden Gattung). Beide versuchten mit dem Begriff Drama ein „ernstes“ Theater zu umschreiben, das keine klassische Tragödie war.
Aus der Theatertheorie des 20. Jahrhunderts stammen Unterteilungen wie Soziales Drama, Analytisches Drama oder geschlossene und offene Form im Drama. In dieser Zeit haben neue Medien zu neuen Formen der Dramatik geführt, wie dem Hörspiel oder dem Filmdrama.
Kein dramatischer Text, sondern eine Therapiemethode ist das Rollenspiel im Psychodrama.
In den letzten Jahrzehnten haben sich viele Theaterformen ohne Dramentext etabliert, die auch unter dem Schlagwort Postdramatisches Theater zusammengefasst werden. Umgekehrt wird die strenge Unterscheidung zwischen improvisiertem und schriftlich festgelegtem Dialog durch Formen des Rollenspiels im Internet (Chat) aufgeweicht.